# Bardi (famiglia)

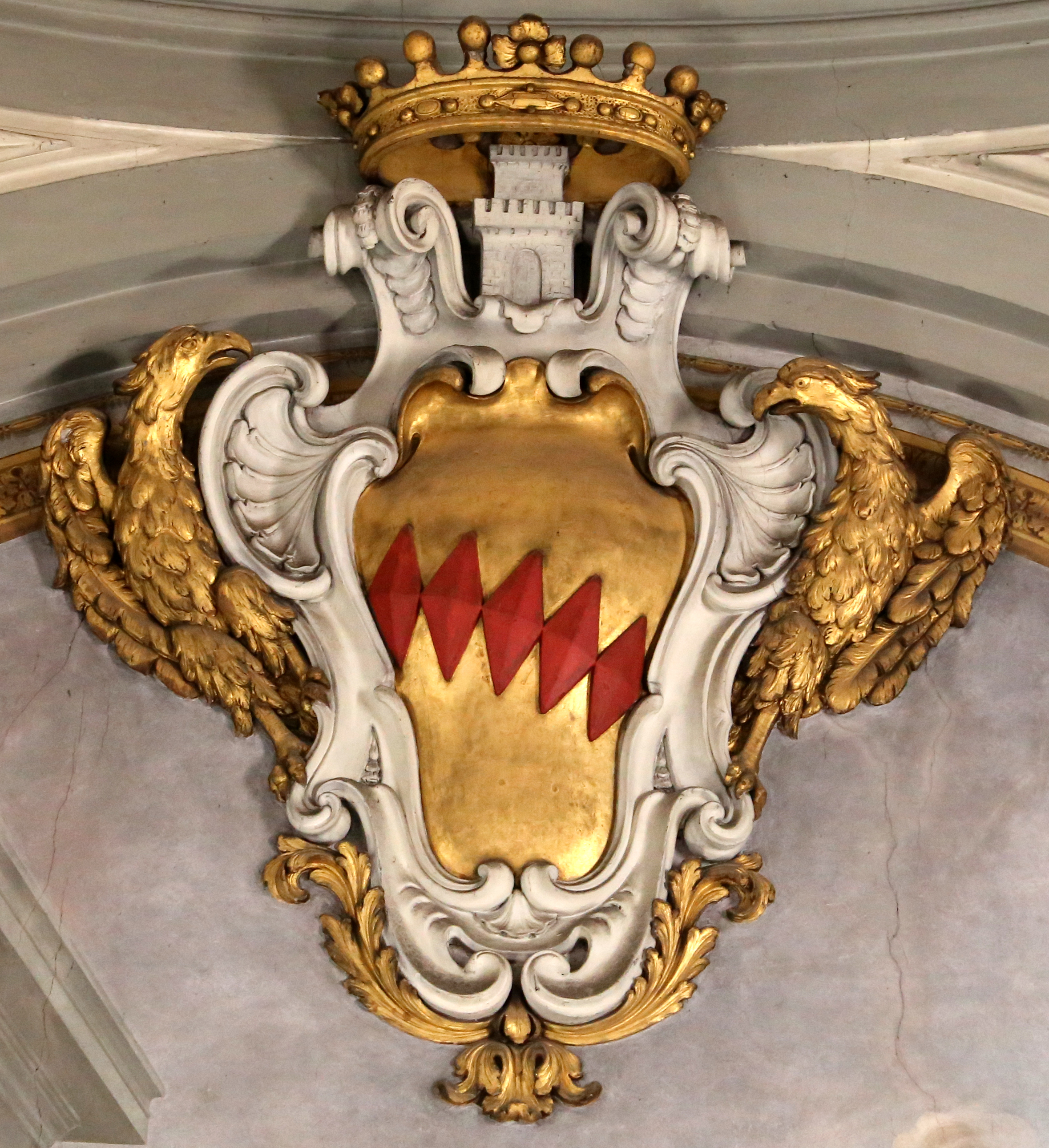
Stemma di Casa de' Bardi nella Chiesa di Ognissanti, Firenze

I Bardi furono una nobile famiglia fiorentina, tra le più importanti nella storia della città nel Basso Medioevo. Fondarono la loro fortuna sull'attività bancaria e mercantile, ponendosi a capo di una ricchissima compagnia commerciale che, insieme a quella dei Peruzzi, fu per un periodo perno dell'economia dell'Europa medievale, e il cui crollo negli anni quaranta del Trecento comportò una terribile crisi del sistema di credito fiorentino. I Bardi contrassero parentela con il casato dei Medici tramite il matrimonio di Contessina con Cosimo il Vecchio.

## Storia

### Origini
La famiglia Bardi giunse a Firenze attorno al X secolo, dedicandosi in prevalenza all'attività mercantile e in seguito bancaria. Figura importante fu Bartolo de' Bardi, uno dei primi priori di Firenze, nel 1282.

### Ascesa
Nel 1332 Piero di Gualterotto Bardi acquistò per 10 000 fiorini d'oro i possedimenti a nord di Prato dai conti Alberti, in particolare il castello di Vernio, dando origine al ramo nobile dei Bardi di Vernio.
Simone de' Bardi, detto Mone, sposò Beatrice Portinari, figlia di un banchiere, che era appena adolescente. Fu questa la Beatrice che ispirò a Dante Alighieri la Divina Commedia. Lo studioso Domenico Savini ha trovato nuovi documenti nell'archivio Bardi su Beatrice e suo marito. Tra questi un atto notarile del 1280, dove Mone de' Bardi cede alcuni terreni a suo fratello Cecchino con il beneplacito della moglie Bice (così veniva chiamata Beatrice), che all'epoca doveva avere circa quindici anni. Un secondo documento del 1313, quando cioè Beatrice doveva essere già morta, cita il matrimonio tra una figlia di Simone, Francesca, e Francesco di Pierozzo Strozzi. Questo avvenne per intercessione dello zio Cecchino, ma non è specificato se la madre fosse stata Beatrice o la seconda moglie di Simone, Bilia (Sibilla) di Puccio Deciaioli. Altri figli conosciuti di Simone sono Bartolo e Gemma, la quale venne maritata ad Ardingo de' Medici.

### A Firenze

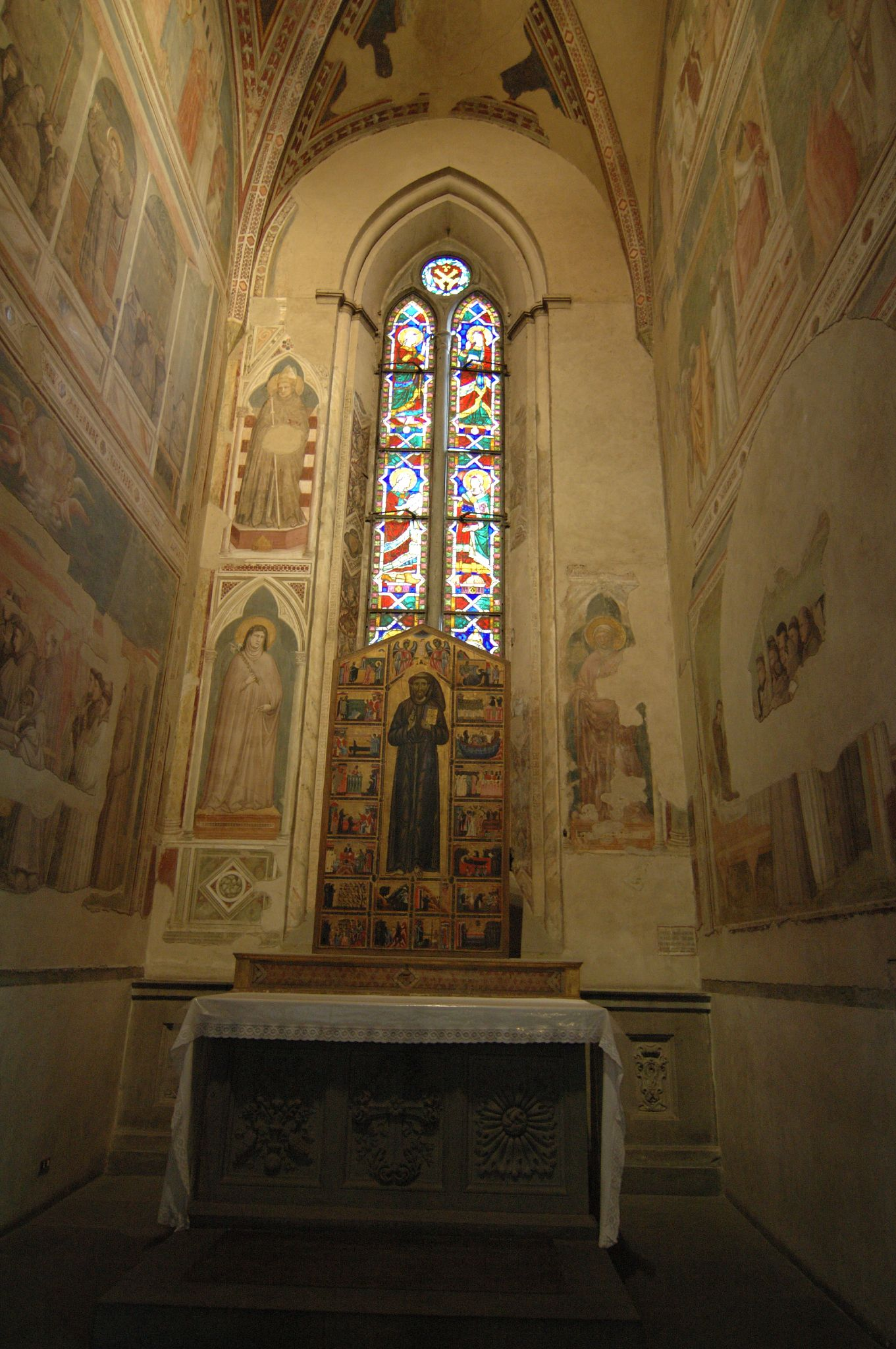
Firenze, Cappella Bardi in Santa Croce, fatta affrescare da Giotto.

A Firenze i Bardi avevano le proprie case sulla strada che da essi prende il nome, la via de' Bardi in Oltrarno, in particolare a palazzo Canigiani, originariamente palazzo de' Bardi. Nel 1427, risiedevano a Firenze 60 focolari familiari appartenenti ai Bardi, 45 dei quali abitavano nel quartiere Oltrarno. Questo dato dà l'idea della coesione familiare, che risultava utile anche negli affari.
La famiglia Bardi ebbe diverse rivali. Nel maggio 1345 ebbe uno scontro armato con i Peruzzi e molteplici furono gli scontri con i Buondelmonti. Nel 1342, 130 maschi adulti della famiglia Bardi giurarono di fronte ad un notaio la pace con la famiglia Buondelmonti.

### Il fallimento del banco
La rivolta antimagnatizia del 1343 colpì la loro famiglia, che ebbe la propria residenza assalita e saccheggiata dalla folla. Nello stesso anno, Edoardo III d'Inghilterra si rifiutò di restituire loro i debiti contratti per la Guerra dei cento anni costringendo la loro compagnia a dichiarare il fallimento assieme ad altre importanti compagnie, quali quella dei Peruzzi, e innescando un processo a catena che coinvolse gravemente l'economia fiorentina. Giovanni Villani scrisse che la quantità di fiorini d'oro prestata al monarca inglese "valea un reame": lo storico stesso, che aveva preso parte alla stipula del prestito, ne pagò le conseguenze venendo incarcerato per un periodo.

### Compagnia de' Bardi
Al massimo del loro splendore la loro compagnia era una delle più ricche d'Europa. Aveva numerose filiali in Italia (Ancona, Aquila, Bari, Barletta, Castello di Castro, Genova, Napoli, Orvieto, Palermo, Pisa, Venezia), in Europa (Avignone, Barcellona, Bruges, Cipro, Maiorca, Marsiglia, Nizza, Parigi, Rodi, Siviglia), in Asia (Costantinopoli e Gerusalemme,) e in Africa (Tunisi). Con i Peruzzi e gli Acciaiuoli essi ebbero di fatto il monopolio delle finanze pontificie.
Nella filiale di Napoli lavorò il padre di Boccaccio.
Per dare un esempio dell'efficienza della loro "holding", nel 1336 essi ricevettero dalla loro filiale di Avignone l'incarico da parte di Papa Benedetto XII di inviare agli armeni, assaliti dalle popolazioni turche, il corrispettivo di diecimila fiorini d'oro in grano. Detto fatto: il 10 aprile arrivò l'ordine, poche settimane dopo gli agenti italiani dei Bardi comprarono il grano sulle piazze di Napoli e Bari tramite le loro filiali, e prima della fine del mese navi cariche delle vettovaglie erano già salpate verso il Mar Nero.

#### Fallimento della compagnia
Per capire le ragioni di un tanto repentino crollo è necessaria un'analisi della struttura della compagnia commerciale. Ciascuna filiale, sulla carta, era considerabile come un'agenzia indipendente che aveva il diritto di stipulare affari, di fissare i prezzi e di autoregolamentarsi. Tutte queste agenzie, tuttavia, erano legate tra loro da un accordo di solidarietà che, quindi, faceva sì che non fossero troppo esposte ai capricci dei singoli mercati e che potessero lavorare in modo coordinato. Un tale modello organizzativo, evidentemente, offriva una notevole flessibilità alla struttura che, tuttavia, si vedeva tutelata in tutte le sue parti dalla solidarietà interna. Era, inoltre, possibile decidere i punti vendita delle merci a seconda dei vari valori di mercato locali, massimizzando così i profitti. Fu questa la forza della compagnia, ma anche la sua debolezza.
Nel caso in cui una filiale fosse fallita trovandosi con un profondo rosso, infatti, le altre sedi avrebbero dovuto aiutarla a ripianare i bilanci. Ciò, tuttavia, poteva portare ad un pericoloso effetto domino avente come il risultato la bancarotta di tutte le filiali della compagnia. Fu ciò che avvenne nel 1343.

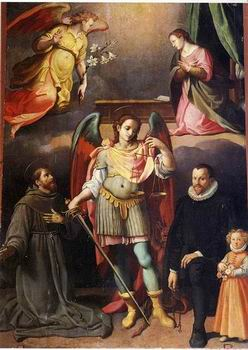
Annunciazione, san Michele, san Francesco e il conte Bardi con la figlioletta (1585 circa), dell'Empoli presso la chiesa di San Michele Arcangelo a Sasseta (Vernio)

Il fallimento coinvolse le principali compagnie fiorentine. La Compagnia de'Bardi, infatti, insieme a quelle dei Peruzzi, degli Acciajuoli e degli Scali, anziché farsi concorrenza, aveva formato un consorzio per fare prestiti ai grandi sovrani dell'epoca.
L'occasione di allearsi nacque nel 1325, quando il figlio del re di Napoli, Carlo d'Angiò, fu eletto signore di Firenze: i banchieri cittadini non poterono rifiutare un prestito di 50 000 fiorini al re di Napoli. L'anno successivo i Bardi, i Peruzzi e gli Acciajuoli (gli Scali erano nel frattempo falliti) fecero un altro prestito, di 18 500 fiorini, allo stesso Carlo d'Angiò.
Il consorzio divenne permanente per i prestiti internazionali: da un lato faceva grossi prestiti al re di Francia, ma dall'altro finanziava il re d'Inghilterra che stava preparando la Guerra dei cent'anni contro la Francia. È chiaro che i banchieri fiorentini rischiavano di non venire ripagati almeno da uno dei due nemici, e inoltre temevano rappresaglie contro i loro agenti da entrambe le parti.
In effetti le somme prestate all'Inghilterra erano più cospicue ed inoltre da quel paese proveniva la lana che era la materia prima della principale industria fiorentina, di cui le tre famiglie erano maggiori imprese: perciò scelsero di parteggiare per l'Inghilterra: la confisca dei loro beni da parte del re di Francia non si fece attendere. Vano fu il tentativo di mediazione da parte del Papa. Edoardo III d'Inghilterra promise ai fiorentini di risarcirli delle confische subite dal re di Francia.
Il problema era che Edoardo non aveva i soldi nemmeno per rimborsare il prestito fatto a lui. E quando la notizia si seppe anche il re di Francia e quello di Napoli decisero di non pagare e così le tre compagnie fallirono.

### Dopo il crollo
Le sorti familiari non tornarono più allo splendore del passato, ma i Bardi mantennero comunque un certo spessore di rilievo nella vita fiorentina. Appartennero all'Arte di Calimala e a quella della Lana.
Dai Bardi di Vernio nacque Contessina de' Bardi, moglie di Cosimo de' Medici e nonna di Lorenzo il Magnifico. Nel 1487 acquistarono un palazzo in via de' Benci e nel 1576, grazie a una donazione di Francesco I de' Medici, tornarono nel palazzo in via de' Bardi, dopo che venne confiscato a Pietro Capponi per il suo appoggio alla congiura dei Pucci contro Cosimo I de' Medici.
Tra i conti di Vernio si ricorda anche Giovanni, fondatore della Camerata de' Bardi, che prese il nome dalla sua famiglia.
I Bardi tennero tenacemente i loro possedimenti presso Vernio opponendosi al dominio della Repubblica fiorentina prima e del Granducato di Toscana poi, mantenendo un regime feudale ben oltre l'epoca moderna. Solo con il Congresso di Vienna del 1815 venne abolita qualsiasi giurisdizione di tipo feudale e la contea di Vernio venne unita legalmente al Granducato.

### Estinzione
La linea principale si estinse nel 1810 con la morte del conte Pier Maria, e i beni familiari confluirono in quelli della famiglia Guicciardini.
La famiglia si estinse definitivamente con la morte del conte Alberto Bardi Serzelli conte di Vernio defunto nel 1964 e che ora riposa nella Cappella della sua Fattoria di Altomena a Pelago (Firenze). Marito della nobildonna Maria Crevenna, non lasciò figli e il patrimonio passò alla sorella Maria, sposata al marchese Giulio Cattaneo Della Volta di Genova. Il padre di Alberto e Maria fu Ferdinando de' Bardi che lasciò importanti scritti storici e morali. Alberto Bardi abitò nel suo storico Palazzo Bardi in via de' Benci n.5 a Firenze che nel XVI secolo aveva ospitato la Camerata de' Bardi. Lasciò parte dell'importantissima quadreria agli Uffizi. Tra l'altro aveva diritto di designare il cappellano della Cappella Bardi, affrescata da Giotto, in Santa Croce.

## Stemma

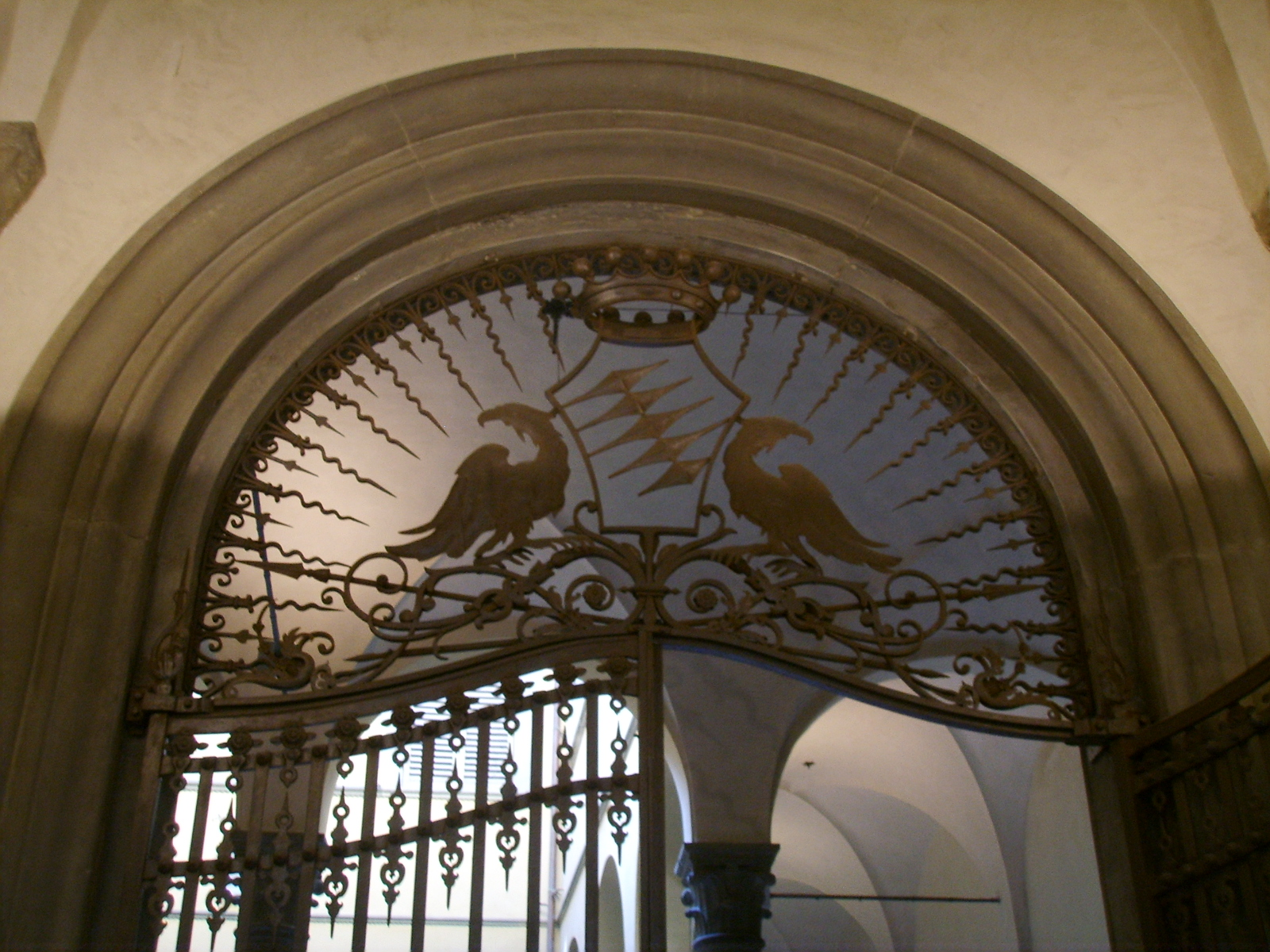
Blasone dei de' Bardi sulla cancellata di Palazzo Bardi a Firenze

Lo stemma dei Bardi consiste in alcune losanghe rosse (da cinque a sette) messe in banda (cioè in diagonale) in campo d'oro. Nell'angolo destro in alto i Bardi di Vernio avevano un castello d'argento con una sola torre. Altri rami avevano in questo cantone un leocorno, un leone, un drago, una ghirlanda, una corona, o lo scudo del popolo fiorentino (croce rossa in campo d'argento) o tre leoni d'oro, simbolo della monarchia inglese.

## Patronati e mecenatismo

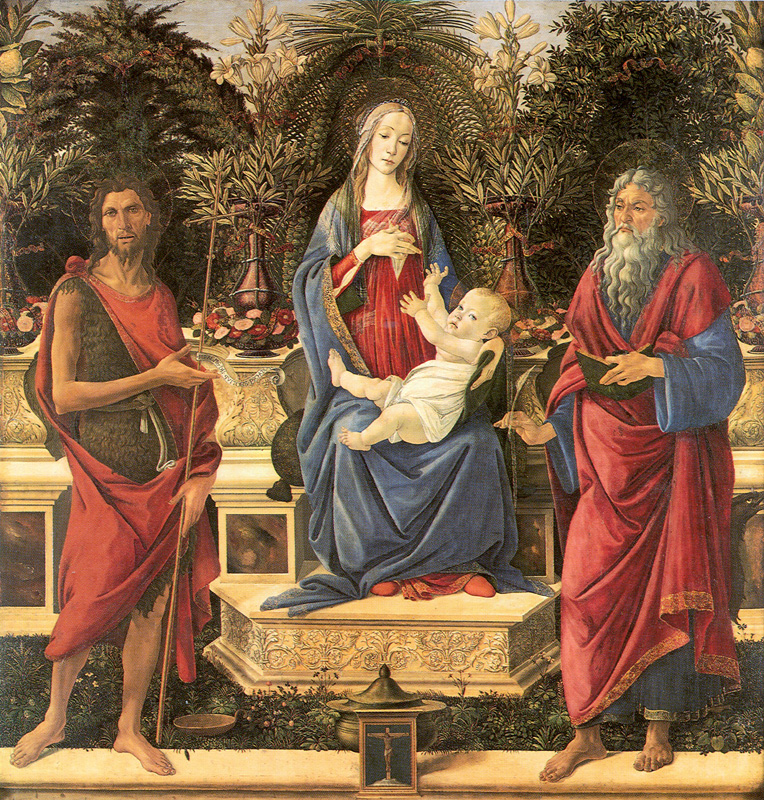
Sandro Botticelli, Madonna Bardi (1485 circa)

La famiglia ebbe numerosi patronati. Il più celebre è sicuramente la Cappella Bardi in Santa Croce, affrescata da Giotto, ma nello stesso tempio ebbero fino a quattro cappelle, tra cui la Cappella Bardi di Vernio affrescata da Maso di Banco. Prestigiosa anche la loro cappella in Santa Maria Novella, dove si trovava la Madonna Rucellai di Duccio di Buoninsegna e affreschi riferiti allo Pseudo Dalmasio. Per un loro altare in Santo Spirito fecero dipingere a Botticelli la cosiddetta Madonna Bardi, ora alla Gemäldegalerie di Berlino (1485 circa).
Ebbero inoltre quelli a Santa Lucia dei Magnoli, a Santa Lucia a Terzano, nella chiesa di San Marcellino, nella chiesa di Faboro, nella chiesa di Ricorboli, nella Badia a Settimo, a Santa Maria a Ruballa, nella chiesa di San Lorenzo a Montisoni, nella chiesa di Cristoforo a Strada, nell'oratorio della Santissima Annunziata di Bagno a Ripoli; da quest'ultimo proviene l'Annunciazione di palazzo Barberini di Filippo Lippi, in cui sono ritratti Alessandro di Andrea e Lorenzo di Ilarione de' Bardi. Fondarono il monastero di Santa Marta a Firenze.
Inoltre sovvenzianavano la distrutta chiesa di Santa Maria Soprarno (detta "Santa Maria dei Bardi"); nei pressi possedettero anche una torre e una loggia.
Palazzo Busini-Bardi è attribuito a Brunelleschi e databile a prima del 1420; ebbero inoltre proprietà e tenute a Lappeggi, Mondeggi, Rignano, Morgiano, Strada in Chianti. A San Donato in Collina sovvenzionarono uno "spedaletto". A Fiesole avevano i terreni su cui fu costruita villa Il Ventaglio e l'ospedale di San Girolamo; loro era inoltre il caseggiato che vendettero a Cosimo il Vecchio e che divenne la Villa Medici di Fiesole. Nel palazzo Guicciardini Bardi a Firenze, nel Cinquecento fecero affrescare le imprese familiari ad artisti della scuola di Bernardino Poccetti.

## Albero genealogico
|          |          |                                    |                                    |                                                 |                                                 |        |                                |                                                                    |                                                                    |                          |       |                                                    |                                                         |                                                         |                                  |                          |                                          |                                                     |                                                     |                                                  |        |          |          |                                             |                                             |                                         |                                         |                                        |                                        |
|          |          |                                    |                                    |                                                 |                                                 |        |                                |                                                                    |                                                                    |                          | BARDI |                                                    |                                                         |                                                         |                                  |                          |                                          |                                                     |                                                     |                                                  |        |          |          |                                             |                                             |                                         |                                         |                                        |                                        |
|          |          |                                    |                                    |                                                 |                                                 |        |                                |                                                                    |                                                                    |                          |       |                                                    |                                                         |                                                         |                                  |                          |                                          |                                                     |                                                     |                                                  |        |          |          |                                             |                                             |                                         |                                         |                                        |                                        |
|          |          |                                    |                                    |                                                 |                                                 |        |                                |                                                                    |                                                                    |                          |       |                                                    |                                                         |                                                         |                                  |                          |                                          |                                                     |                                                     |                                                  |        |          |          |                                             |                                             |                                         |                                         |                                        |                                        |
|          |          |                                    |                                    |                                                 |                                                 |        |                                |                                                                    |                                                                    |                          | Ricco |                                                    |                                                         |                                                         |                                  |                          |                                          |                                                     |                                                     |                                                  |        |          |          |                                             |                                             |                                         |                                         |                                        |                                        |
|          |          |                                    |                                    |                                                 |                                                 |        |                                |                                                                    |                                                                    |                          |       |                                                    |                                                         |                                                         |                                  |                          |                                          |                                                     |                                                     |                                                  |        |          |          |                                             |                                             |                                         |                                         |                                        |                                        |
|          |          |                                    |                                    |                                                 |                                                 |        |                                |                                                                    |                                                                    |                          |       |                                                    |                                                         |                                                         |                                  |                          |                                          |                                                     |                                                     |                                                  |        |          |          |                                             |                                             |                                         |                                         |                                        |                                        |
|          |          |                                    |                                    | Geri                                            | Geri                                            |        |                                |                                                                    |                                                                    |                          |       |                                                    |                                                         |                                                         |                                  |                          |                                          |                                                     | Jacopo                                              | Jacopo                                           |        |          |          |                                             |                                             |                                         |                                         |                                        |                                        |
|          |          |                                    |                                    |                                                 |                                                 |        |                                |                                                                    |                                                                    |                          |       |                                                    |                                                         |                                                         |                                  |                          |                                          |                                                     |                                                     |                                                  |        |          |          |                                             |                                             |                                         |                                         |                                        |                                        |
|          |          |                                    |                                    |                                                 |                                                 |        |                                |                                                                    |                                                                    |                          |       |                                                    |                                                         |                                                         |                                  |                          |                                          |                                                     |                                                     |                                                  |        |          |          |                                             |                                             |                                         |                                         |                                        |                                        |
|          |          |                                    |                                    | Francesco                                       | Francesco                                       |        |                                |                                                                    |                                                                    |                          |       |                                                    | Bartolo (Ricco)                                         | Bartolo (Ricco)                                         |                                  |                          |                                          |                                                     |                                                     |                                                  |        |          |          |                                             | Simone                                      | Simone                                  |                                         |                                        |                                        |
|          |          |                                    |                                    |                                                 |                                                 |        |                                |                                                                    |                                                                    |                          |       |                                                    |                                                         |                                                         |                                  |                          |                                          |                                                     |                                                     |                                                  |        |          |          |                                             |                                             |                                         |                                         |                                        |                                        |
|          |          |                                    |                                    |                                                 |                                                 |        |                                |                                                                    |                                                                    |                          |       |                                                    |                                                         |                                                         |                                  |                          |                                          |                                                     |                                                     |                                                  |        |          |          |                                             |                                             |                                         |                                         |                                        |                                        |
|          |          |                                    |                                    | Gerozzo                                         | Gerozzo                                         |        |                                |                                                                    |                                                                    |                          |       |                                                    | Jacopo ⚭ Ne Mannelli                                    | Jacopo ⚭ Ne Mannelli                                    |                                  |                          |                                          |                                                     |                                                     |                                                  |        |          |          | Jacopo                                      | Jacopo                                      | Gemma ⚭ Gherardo Baroncelli (1283-1345) | Gemma ⚭ Gherardo Baroncelli (1283-1345) |                                        |                                        |
|          |          |                                    |                                    |                                                 |                                                 |        |                                |                                                                    |                                                                    |                          |       |                                                    |                                                         |                                                         |                                  |                          |                                          |                                                     |                                                     |                                                  |        |          |          |                                             |                                             |                                         |                                         |                                        |                                        |
|          |          |                                    |                                    |                                                 |                                                 |        |                                |                                                                    |                                                                    |                          |       |                                                    |                                                         |                                                         |                                  |                          |                                          |                                                     |                                                     |                                                  |        |          |          |                                             |                                             |                                         |                                         |                                        |                                        |
|          |          |                                    |                                    | Francesco                                       | Francesco                                       |        |                                |                                                                    |                                                                    |                          |       |                                                    | Gualtiero (Totto) -1331 ⚭ *** ⚭ Piera Maddalena Villani | Gualtiero (Totto) -1331 ⚭ *** ⚭ Piera Maddalena Villani |                                  |                          |                                          |                                                     |                                                     |                                                  |        | Giovanni | Giovanni | Riccardo                                    | Riccardo                                    | Castrone                                | Castrone                                |                                        |                                        |
|          |          |                                    |                                    |                                                 |                                                 |        |                                |                                                                    |                                                                    |                          |       |                                                    |                                                         |                                                         |                                  |                          |                                          |                                                     |                                                     |                                                  |        |          |          |                                             |                                             |                                         |                                         |                                        |                                        |
|          |          |                                    |                                    |                                                 |                                                 |        |                                |                                                                    |                                                                    |                          |       |                                                    |                                                         |                                                         |                                  |                          |                                          |                                                     |                                                     |                                                  |        |          |          |                                             |                                             |                                         |                                         |                                        |                                        |
|          |          | Gerozzo 1353 ⚭ Caterina Mangiadori | Gerozzo 1353 ⚭ Caterina Mangiadori | Simona (Ciulla) ⚭ Niccolo Niccolini (1350-1383) | Simona (Ciulla) ⚭ Niccolo Niccolini (1350-1383) | Andrea | Andrea                         | Andrea ⚭ Margherita Strozzi ⚭ Gemma Piccolomini ⚭ Dianora Ubaldini | Andrea ⚭ Margherita Strozzi ⚭ Gemma Piccolomini ⚭ Dianora Ubaldini |                          |       |                                                    | Totto Gualterotti                                       | Totto Gualterotti                                       |                                  |                          |                                          |                                                     | Piero -1345 ⚭ Beatrice Mozzi ⚭ Albiera Salimbeni    | Piero -1345 ⚭ Beatrice Mozzi ⚭ Albiera Salimbeni |        |          |          |                                             |                                             | Sinibaldo                               | Sinibaldo                               |                                        |                                        |
|          |          |                                    |                                    |                                                 |                                                 |        |                                |                                                                    |                                                                    |                          |       |                                                    |                                                         |                                                         |                                  |                          |                                          |                                                     |                                                     |                                                  |        |          |          |                                             |                                             |                                         |                                         |                                        |                                        |
|          |          |                                    |                                    |                                                 |                                                 |        |                                |                                                                    |                                                                    |                          |       |                                                    |                                                         |                                                         |                                  |                          |                                          |                                                     |                                                     |                                                  |        |          |          |                                             |                                             |                                         |                                         |                                        |                                        |
| Bernardo | Bernardo | Jacopo                             | Jacopo                             | Francesco                                       | Francesco                                       |        | Costanza ⚭ Guglielmo de' Pazzi | Costanza ⚭ Guglielmo de' Pazzi                                     | Francesco                                                          | Francesco                |       |                                                    | Lorenzo -1416                                           | Lorenzo -1416                                           | Sozzo                            | Sozzo                    |                                          |                                                     |                                                     |                                                  |        |          |          | Notto -1388 ⚭ Agnola degli Alberti          | Notto -1388 ⚭ Agnola degli Alberti          | Castrone                                | Castrone                                |                                        |                                        |
|          |          |                                    |                                    |                                                 |                                                 |        |                                |                                                                    |                                                                    |                          |       |                                                    |                                                         |                                                         |                                  |                          |                                          |                                                     |                                                     |                                                  |        |          |          |                                             |                                             |                                         |                                         |                                        |                                        |
|          |          |                                    |                                    |                                                 |                                                 |        |                                |                                                                    |                                                                    |                          |       |                                                    |                                                         |                                                         |                                  |                          |                                          |                                                     |                                                     |                                                  |        |          |          |                                             |                                             |                                         |                                         |                                        |                                        |
|          |          |                                    |                                    |                                                 |                                                 |        |                                |                                                                    | Andrea                                                             | Andrea                   |       | Alessandro ⚭ Camilla Pannocchieschi                | Alessandro ⚭ Camilla Pannocchieschi                     | Simone 1372 ⚭ Agnola Mannucci                           | Simone 1372 ⚭ Agnola Mannucci    | Francesca ⚭ Taldo Valori | Francesca ⚭ Taldo Valori                 | Giovanni ⚭ Nanna Dovizi                             | Giovanni ⚭ Nanna Dovizi                             |                                                  |        |          |          | Giovanni 1360-1434 ⚭ Alessandra degli Spini | Giovanni 1360-1434 ⚭ Alessandra degli Spini |                                         |                                         |                                        |                                        |
|          |          |                                    |                                    |                                                 |                                                 |        |                                |                                                                    |                                                                    |                          |       |                                                    |                                                         |                                                         |                                  |                          |                                          |                                                     |                                                     |                                                  |        |          |          |                                             |                                             |                                         |                                         |                                        |                                        |
|          |          |                                    |                                    |                                                 |                                                 |        |                                |                                                                    |                                                                    |                          |       |                                                    |                                                         |                                                         |                                  |                          |                                          |                                                     |                                                     |                                                  |        |          |          |                                             |                                             |                                         |                                         |                                        |                                        |
|          |          |                                    |                                    |                                                 |                                                 |        |                                |                                                                    | Maria -1452 ⚭ Luca Pitti                                           | Maria -1452 ⚭ Luca Pitti |       | Contessina 1392-1473 ⚭ Cosimo il Vecchio de Medici | Contessina 1392-1473 ⚭ Cosimo il Vecchio de Medici      | Antonia 1392-1431 ⚭ Giacomo Orsi                        | Antonia 1392-1431 ⚭ Giacomo Orsi |                          |                                          | Gualterotto 1419-1483 ⚭ Mattea Firidolfi da Panzano | Gualterotto 1419-1483 ⚭ Mattea Firidolfi da Panzano |                                                  |        |          |          | Alberto 1406-1465 ⚭ Margherita Acciaioli    | Alberto 1406-1465 ⚭ Margherita Acciaioli    |                                         |                                         |                                        |                                        |
|          |          |                                    |                                    |                                                 |                                                 |        |                                |                                                                    |                                                                    |                          |       |                                                    |                                                         |                                                         |                                  |                          |                                          |                                                     |                                                     |                                                  |        |          |          |                                             |                                             |                                         |                                         |                                        |                                        |
|          |          |                                    |                                    |                                                 |                                                 |        |                                |                                                                    |                                                                    |                          |       |                                                    |                                                         |                                                         |                                  |                          |                                          |                                                     |                                                     |                                                  |        |          |          |                                             |                                             |                                         |                                         |                                        |                                        |
|          |          |                                    |                                    |                                                 |                                                 |        |                                |                                                                    |                                                                    |                          |       |                                                    |                                                         |                                                         |                                  |                          |                                          | Pierantonio 1459-1529 ⚭ Orella Spinelli             | Pierantonio 1459-1529 ⚭ Orella Spinelli             | Jacopo                                           | Jacopo | Pandolfo | Pandolfo | Giovanni                                    | Giovanni                                    | Ainolfo                                 | Ainolfo                                 | Margherita 1469 ⚭ Francesco Gherardini | Margherita 1469 ⚭ Francesco Gherardini |
|          |          |                                    |                                    |                                                 |                                                 |        |                                |                                                                    |                                                                    |                          |       |                                                    |                                                         |                                                         |                                  |                          |                                          |                                                     |                                                     |                                                  |        |          |          |                                             |                                             |                                         |                                         |                                        |                                        |
|          |          |                                    |                                    |                                                 |                                                 |        |                                |                                                                    |                                                                    |                          |       |                                                    |                                                         |                                                         |                                  |                          |                                          |                                                     |                                                     |                                                  |        |          |          |                                             |                                             |                                         |                                         |                                        |                                        |
|          |          |                                    |                                    |                                                 |                                                 |        |                                |                                                                    |                                                                    |                          |       |                                                    |                                                         |                                                         |                                  |                          | Contessina 1501-1579 ⚭ Alberto de' Bardi | Contessina 1501-1579 ⚭ Alberto de' Bardi            | Argentina ⚭ Camillo de' Bardi                       | Argentina ⚭ Camillo de' Bardi                    |        |          |          |                                             |                                             |                                         |                                         |                                        |                                        |